# Lind (Washington)
Lind az Amerikai Egyesült Államok északnyugati részén, Washington állam Adams megyéjében elhelyezkedő város. A 2010. évi népszámlálási adatok alapján 564 lakosa van.
Az észak–déli irányú utcák az alapító Neilson testvérpár vezetéknevének betűit viselik (N, E, I, L, S és O).

## Történet
A térség első lakói az 1888-ban itt letelepedő James és Dugal Neilson voltak. A település a Lind nevet a vasútállomás megnyitásakor vette fel; az elnevezés eredete nem ismert. 1888 őszén a Neilson testvérek megépítették lakóházukat, két évvel később pedig James Neilson vezetésével újraindult a postahivatal. Az 1889-ben megnyílt iskolában hat diák tanult.
Az 1893-as gazdasági válság elmúltával megnőtt a termények iránti kereslet. A helység növekedni kezdett: az új postahivatal mellett szalon és fűrésztelep is létesült, 1901 végén pedig megnyílt a település első bankfiókja. 1903-ra a lakosságszám hatszáz főre növekedett, valamint megalapították a The Lind Leader újságot. Lind 1902. január 26-án kapott városi rangot; első polgármestere Dugal Neilson, első kincstárnoka pedig James Neilson lett.

## Éghajlat
A város éghajlata félsivatagi sztyeppe (a Köppen-skála szerint BSk).
| Hónap                         | Jan.  | Feb.  | Már.  | Ápr.  | Máj. | Jún.  | Júl. | Aug. | Szep. | Okt.  | Nov.  | Dec.  | Év    |
| ----------------------------- | ----- | ----- | ----- | ----- | ---- | ----- | ---- | ---- | ----- | ----- | ----- | ----- | ----- |
| Rekord max. hőmérséklet (°C)  | 16,7  | 19,4  | 23,9  | 33,3  | 37,8 | 42,8  | 43,9 | 45,0 | 38,9  | 32,8  | 22,2  | 17,2  | 45,0  |
| Átlagos max. hőmérséklet (°C) | 2,8   | 6,7   | 12,2  | 16,7  | 22,2 | 26,7  | 31,7 | 31,1 | 25,6  | 17,2  | 7,8   | 1,7   | 16,9  |
| Átlagos min. hőmérséklet (°C) | −3,9  | −2,2  | 0,0   | 2,2   | 5,6  | 8,9   | 11,7 | 11,7 | 7,2   | 2,2   | −1,1  | −4,4  | 3,2   |
| Rekord min. hőmérséklet (°C)  | −32,2 | −31,7 | −17,2 | −11,7 | −7,2 | −15,6 | 0,0  | 0,0  | −5,6  | −15,6 | −26,7 | −28,9 | −32,2 |
| Átl. csapadékmennyiség (mm)   | 30    | 22    | 26    | 21    | 21   | 15    | 9    | 8    | 10    | 21    | 35    | 32    | 250   |
| Forrás: The Weather Channel   |       |       |       |       |      |       |      |      |       |       |       |       |       |

## Népesség
A 2010-es népszámláláskor a városnak 564 lakója, 234 háztartása és 151 családja volt. A népsűrűség 197,2 fő/km2. A lakóegységek száma 276, sűrűségük 96,5 db/km2. A lakosok 87,9%-a fehér, 1,6%-a afroamerikai,  1,4%-a ázsiai,  6,4%-a egyéb, 2,7%-a pedig kettő vagy több etnikumú. A spanyol vagy latino származásúak aránya 11,2% (   )
A háztartások 28,2%-ában élt 18 évnél fiatalabb. 46,6% házas, 13,2% egyedülálló nő, 4,7% egyedülálló férfi, 35,5% pedig nem család. 29,1% egyedül élt; 13,7%-uk 65 éves vagy idősebb. Egy háztartásban átlagosan 2,41 személy élt; a családok átlagmérete 2,98 fő.
A medián életkor 43,1 év volt. A város lakóinak 24,1%-a 18 évesnél fiatalabb, 9,6% 18 és 24 év közötti, 18,6%-uk 25 és 44 év közötti, 29,5%-uk 45 és 64 év közötti, 18,1%-uk pedig 65 éves vagy idősebb. A lakosok 51,2%-a férfi, 48,8%-a pedig nő.

## Fordítás
- Ez a szócikk részben vagy egészben  a   Lind, Washington című angol Wikipédia-szócikk ezen változatának fordításán alapul.  Az eredeti cikk szerkesztőit annak laptörténete sorolja fel. Ez a jelzés csupán a megfogalmazás eredetét és a szerzői jogokat jelzi, nem szolgál a cikkben szereplő információk forrásmegjelöléseként.